# Richtfeuerlinie Krautsand
Die Richtfeuerlinie Krautsand ist ein Richtfeuer auf der Unterelbe. Die aus dem Oberfeuer und dem Unterfeuer Krautsand bestehende Richtfeuerlinie markiert den Verlauf des Fahrwassers für elbeabwärts fahrende Schiffe ab Passieren der unter Naturschutz stehenden und unbewohnten Elbinsel Pagensand bis zum Erreichen des Leuchtfeuers Rhinplatte-Süd auf der rechten Seite der Elbe. Die Insel Krautsand liegt am linken Ufer der Unterelbe und gehört zur Gemeinde Drochtersen in Niedersachsen. Das Leuchtfeuer steht laut dem Denkmalatlas Niedersachsen unter Denkmalschutz (ID 30907157).

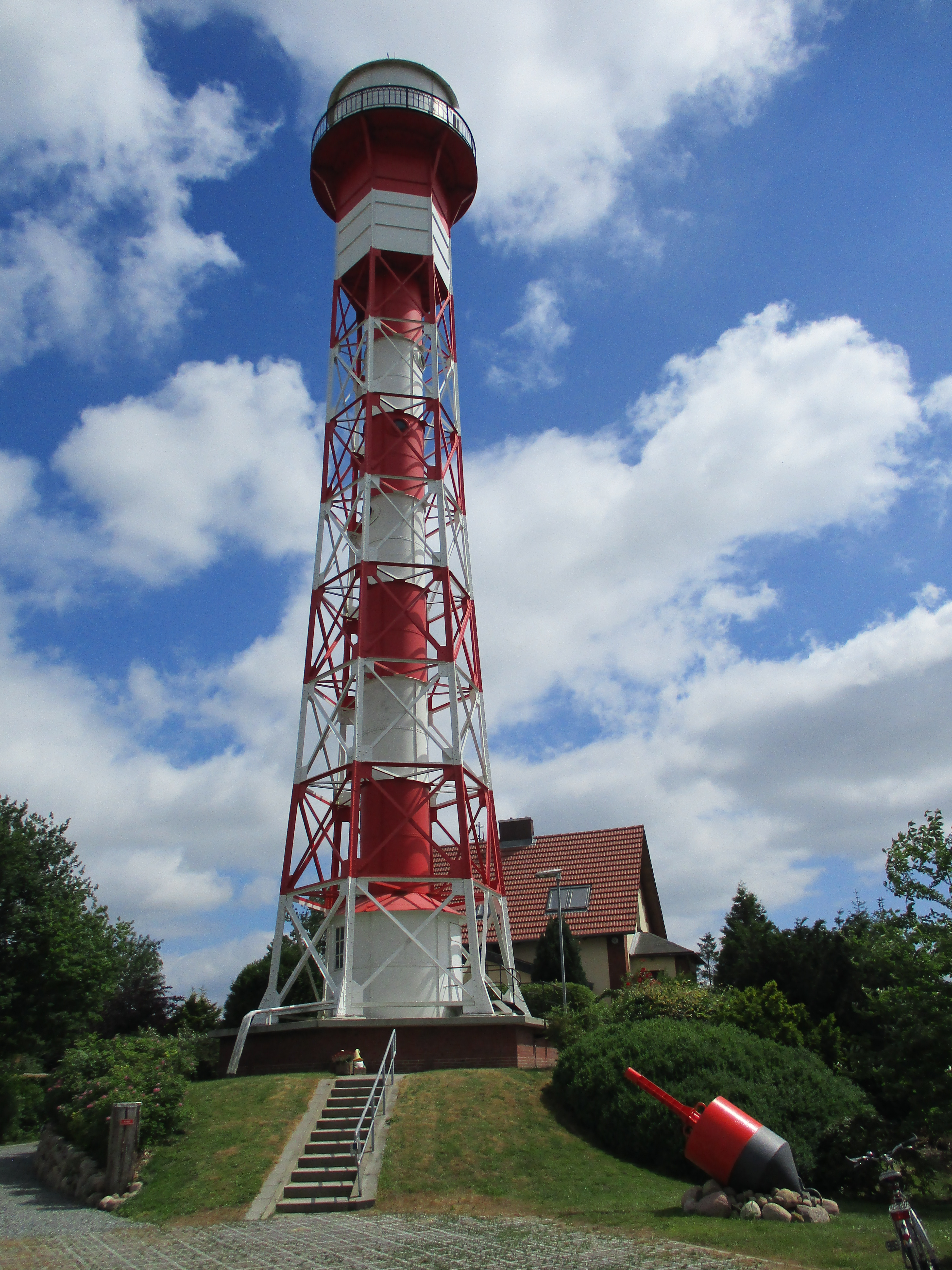
Das Oberfeuer Krautsand am Leuchtturmweg, 2018

## Geschichte

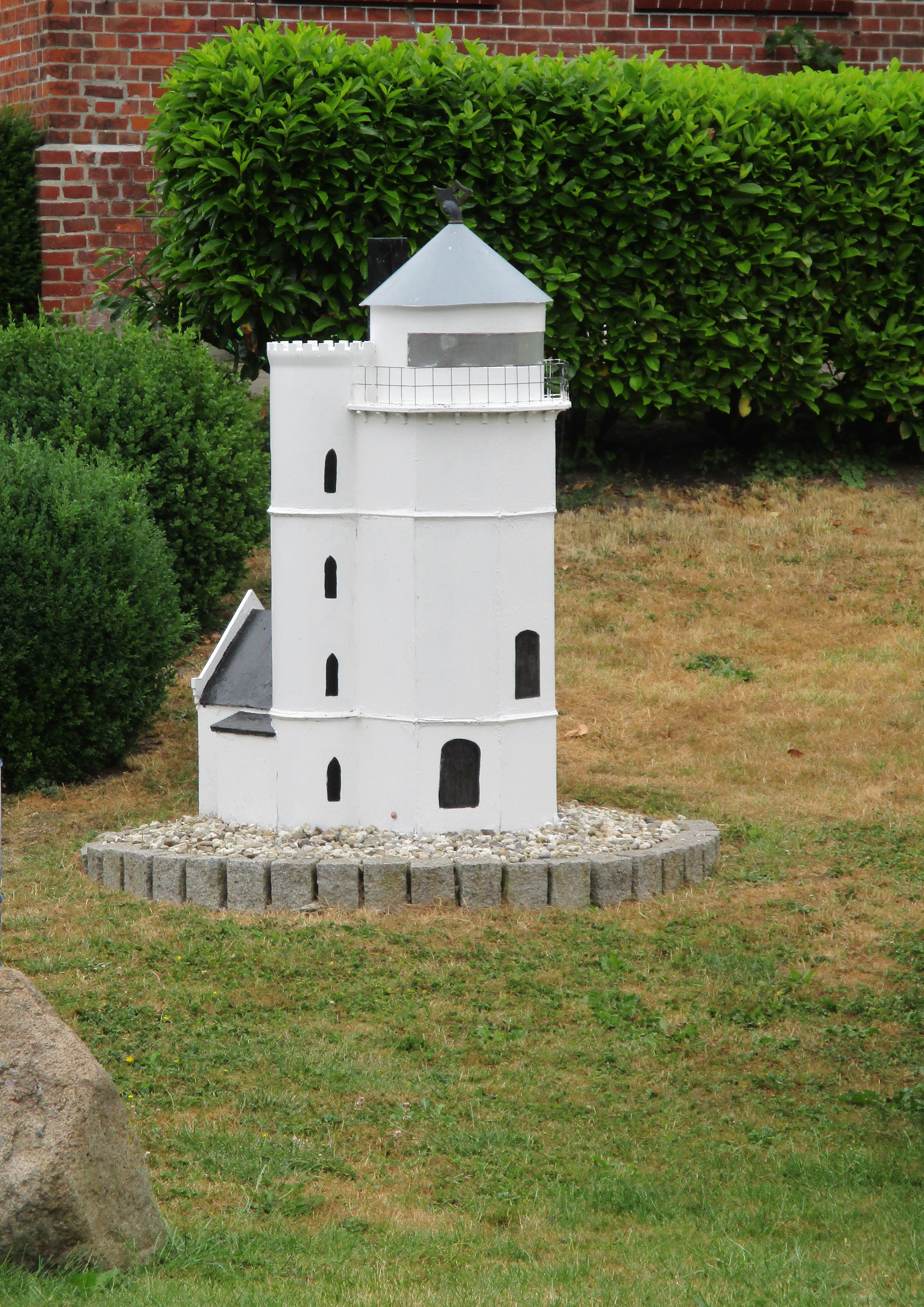
Der Alte Leuchtturm als Garten-Modell, 2018

Der alte Leuchtturm Krautsand ging nach zweijähriger Bauzeit am 1. Januar 1901 in Betrieb und fungierte zuerst als Leitfeuer. Ab 1905 setzte man etwa 200 m davor eine Laterne und so wurde er zum Oberfeuer. Bis 1908, zur Inbetriebnahme des neuen Oberfeuers am Leuchtturmweg auf einem in Segmenten vorgefertigten Stahlgitterturm, wurde er zum Unterfeuer. Bereits im Jahr 1927 erfolgte die Elektrifizierung beider Türme.
Mitte der 1970er Jahre wurden entlang der Elbufer neue Deiche errichtet, dabei stand das Unterfeuer Krautsand im Wege. Mit der Fertigstellung des neuen Unterfeuers auf der Basis eines in GFK-Bauweise vorgefertigten Leuchtfeuers wurde der alte Turm 1978 abgerissen. Das Fundament und die Zisterne wurden im Deich belassen.
Das 20 m hohe Unterfeuer ist 920 m vom Oberfeuer entfernt und steht im Deichbereich an der Elbstraße. Beide Türme bilden eine Richtfeuerlinie von rechtweisend 302,7°.
1982 wurde das Quermarkenfeuer gelöscht. 1988 erfolgten umfangreiche Instandsetzungsarbeiten am Oberfeuer.
Weithin sichtbar ragt der rot-weiße Stahlgitterturm über die Elbdeichkronen hinweg. Das Oberfeuer Krautsand ist einer der markantesten Leuchttürme neben seiner älteren Schwester Oberfeuer Tinsdal an der gegenüberliegenden Elbe-Seite im Hamburger Stadtteil Rissen.